# Arachnopusia monoceros
Arachnopusia monoceros är en mossdjursart som först beskrevs av Busk 1854.  Arachnopusia monoceros ingår i släktet Arachnopusia och familjen Arachnopusiidae. Inga underarter finns listade i Catalogue of Life.